# Dor
Dor, stad omnämnd i Bibeln, belägen söder om Karmelberget, på norra Saronslätten, vid kusten till Medelhavet. 
Dor var en kanaaneisk stad, vars kung anslöt sig till Jabin, kung i Hasor, i dennes motstånd mot Josua. Israeliterna besegrade Jabin och dennes bundsförvanter och Dor tillföll Manasses stam. 
Manasses stam lyckades dock inte underkuva Dors invånarna, och inte fördriva dem, enligt Domarboken. På kung Salomos tid tillhörde staden Israel, enligt Första kungaboken.